# Jurabek Nabiev
Jurabek Nabiev (10 février 1941, Ghulakandoz, Proletar - ) est un musicien traditionnel tadjik. C'est un chanteur et un joueur de luth rawap.
Né au Tadjikistan de parents ouzbeks, il devient orphelin à l'âge de deux ans ; il se lance dans le chant vers l'âge de quinze ans mais fait d'abord des études de chimie afin de devenir professeur, avant de connaître rapidement le succès et de devenir le chanteur le plus apprécié de sa génération dans les années 1970.
Diplômé de l'Institut pédagogique de Léninabad, il devint en 1962, le soliste du Théâtre musical national de Léninabad. 
Chantant à la fois en ouzbek et en tadjik, il reçoit la distinction d'« Artiste du Peuple » à la fois en Ouzbékistan et au Tadjikistan en 1980.
En 1993, il a créé l'ensemble Durdona. Depuis 1996, il enseigne à l'université de Khujand. Il a reçu de nombreuses distinctions.
Son répertoire pour l'interprétation du shashmaqom de la musique tadjike consiste en plus de 500 chansons traditionnelles. Il connaît en outre, nombre de chants des pays voisins, notamment de l'Ouzbékistan, dont il joue aussi la musique savante.
Son fils Shuhrat joue du tambur.

## Discographie partielle
- Tadjikistan : Maqâm navâ, (1996)
- Uchun Dur,
- Surudi Jovidoni Man! (LP Melodiya)
- Shiru Shakar (1986, LP Melodiya)